# Nicolas Ier de Mecklembourg
Nicolas Ier (également connu sous le nom de Niklot II), né avant 1164 et tué le 25 mai 1200 près de Waschow, est un prince de la maison de Mecklembourg, fils de Vratislav de Mecklembourg. Il fut co-seigneur de Mecklembourg et régent à Rostock de 1178 jusqu'à sa mort.

## Famille
Nicolas est le seul fils de Vratislav (mort en 1164), prince des Abodrites de la région de Werle. Il est donc un petit-fils du prince Niklot qui régna de 1131 jusqu'à sa mort en 1160 dans la lutte contre Henri le Lion, duc de Saxe. 
Son père, uni à son frère aîné Pribislav, poursuit la lutte contre le duc Henri. En 1163, il fut fait prisonnier par les Saxons au siège du château de Werle, reprend le combat à nouveau et a été executé l'année suivante. Pribislav fuit vers la cour de Bogusław Ier de Poméranie ; finalement, en 1167, il amena la paix et devient le premier seigneur de Mecklembourg en tant que vassal de Henri le Lion jusqu'à sa mort en 1178.

## Biographie
Nicolas demeure un ennemi du duc Henri qui avait fait pendre publiquement son père ; il a lutté contre lui, allié avec les Danois et l'empereur Frédéric Barberousse à qui il avait rendu l'hommage féodal en 1181.
Entre 1183 et 1185, il est de nouveau en guerre ouverte contre son cousin Henri Ier Borwin de Mecklembourg, le fils et héritier de son oncle Pribislav. Nicolas est toujours appuyés par ses alliés danois, alors que Henri Ier Borwin ne bénéficie d'aucune aide extérieure. Le roi Knut VI de Danemark met à profit ce manque de soutien pour renforcer ses positions sur le côte de la mer Baltique. En 1185, Nicolas et Henri Ier Borwin acceptent de se reconnaître les vassaux de Knut VI. En retour le roi de Danemark inféode Nicolas de la seigneurie de Rostock. Le 8 avril 1189 il souscrit une charte des donations au monastère de Doberan.
Le 25 mai 1200, Nicolas et Henri Ier Borwin, désormais alliés, combattent à la bataille de Waschow, lors d'une guerre contre le comte Adolphe III de Holstein. Les Mecklembourgeois son vainqueurs et prennent le contrôle de la région qui constitue actuellement le sud-ouest du Mecklembourg, mais Nicolas Ier est tué lors du combat. Les sources ne donnent aucune information sur une éventuelle alliance ou postérité.